# Hydrichthys cyclothonis
Hydrichthys cyclothonis is een hydroïdpoliep uit de familie Hydrichthyidae. De poliep komt uit het geslacht Hydrichthys. Hydrichthys cyclothonis werd in 1934 voor het eerst wetenschappelijk beschreven door Damas. 